# E-santé
 (décembre 2018).
- Si vous ne connaissez pas le sujet, laissez ce bandeau (vous pouvez alors contacter les auteurs).
- Si vous supprimez le contenu mis en cause (vous pouvez préalablement contacter les auteurs),

argumentez précisément cette suppression dans la page de discussion
(un manque de référence n'est pas un argument ; une recherche réelle de référence doit avoir été effectuée, être formellement documentée).
L’e-santé ou santé numérique ou information numérique sur la santé est un ensemble de techniques de communication des informations médicales qui permet aux personnes recevant des soins médicaux de participer à la gestion de leur santé en accédant à des informations médicales fiables. 
L'e-santé recouvre les domaines de la santé qui font intervenir les technologies de l'information et de la communication (TIC). Le terme e-santé regroupe ainsi un ensemble de techniques comme :  la télé santé, la télémédecine, la m-santé (ensemble des objets connectés et des applications mobiles) et la robotique. Le terme «santé» est à prendre au sens large et comme l’OMS le souligne, ne concerne pas que les maladies et la personne malade mais est aussi relative à un état complet de bien-être physique, mental et social. Le développement de l’e-santé s'appuie sur un domaine scientifique particulier, l'informatique médicale (ou informatique de santé), domaine qui a des liens étroits avec l’informatique mais dont les problématiques sont spécifiques au domaine de la santé.
L’e-santé est également particulièrement en lien avec l'électronique notamment dans le cadre des objets connectés (capteurs en particulier) en relation avec la santé, et l'intelligence artificielle devrait y prendre une place croissante, y compris concernant l'accompagnement à domicile en SESPAO (Surveillance, éducation et soins personnalisés assistés par ordinateur).

## Définition
L'e-santée ou selon son appellation quebécoise information numérique sur la santé est un ensemble de techniques de communication des informations médicales qui permet aux patients et patientes de participer à la gestion de leur santé en accédant à des informations médicales fiables. Le partage des informations par le biais des nouvelles technologies de l'information (TIC) provoque un bouleversement des rapports traditionnels entre le corps médical et les personnes soignées.
L’e-santé est également particulièrement en lien avec l'électronique notamment dans le cadre des objets connectés en relation avec la santé, d'où la présence du «e» dans «e-santé».

## Histoire
Le concept de « e-santé » apparaît à la fin des années 1990, de façon concomitante avec le développement de l'informatique et des nouvelles technologies de communication, qui ont apporté une hausse massive des échanges dans les espaces communautaires en ligne et un accès facilité aux informations via le développement d'Internet. Dans les années 2000, l'intelligence artificielle y prend une place croissante. Après la publication en 2021 d'un plaidoyer intitulé « L'IA en santé : entre raison et sentiments » (écrit avec une quinzaine d'experts en intelligence artificielle (IA) et/ou en santé), en 2022, divers collectifs et think tanks comme la Villa numeris, ont appelé les citoyens et tous les acteurs de la santé à défendre « une IA en santé éthique et responsable ».
Au début du XXIe siècle, l'intelligence artificielle dans la médecine prend une place croissante, et on s'attend, avec le développement de capteurs légers et mobiles à ce qu'elle se développe encore, y compris concernant l'accompagnement dans la vie quotidienne, dans le sport, au travail et à domicile dans le domaine de la SESPAO (Surveillance, éducation et soins personnalisés assistés par ordinateur), qui propose de nombreuses applications utiles pour le suivi des personnages malades, vulnérables, handicapées, dont à domicile. Les technologies de détection et l'alerte en cas de chute, de malaise ou de crise nécessitant une intervention, le suivi pré ou post-opératoire, l'entrée progressive dans une pathologie à l'aide de l'observation d'un certain nombres de symptômes sont disponibles, mais posent des questions éthique notamment concernant la protection des données de santé.

## Domaines concernés par l'e-santé
Le terme e-santé regroupe ainsi un ensemble de techniques de pointe que le Conseil National de l'ordre des médecins en France divise en plusieurs catégories: la télé santé, la télémédecine, la m-santé (m pour « mobile », comprend l'ensemble des objets connectés et des applications mobiles) et la robotique. 

### Logiciel de gestion de cabinet médical
Les logiciels de gestion de cabinet médicaux comprennent plusieurs modules : gestion des rendez-vous, du dossier médical, aide au diagnostique, saisie des prescriptions médicamenteuses en utilisant  un système terminologique (CIM10 par exemple), gestion financière et comptable du cabinet médical, ou télétransmition les actes réalisés  aux organismes sociaux afin que le patient soit remboursé ou le médecin rémunéré. Des messageries sécurisées sont utilisées pour transmettre entre professionnels de santé des documents qui contiennent des informations confidentielles sur les patients.

### Informatisation des officines pharmaceutiques
L’informatisation des officines pharmaceutiques a commencé au début des années 1980 et n’a cessé de se développer. La presque totalité des officines pharmaceutiques sont maintenant informatisées.

### Santé mobile
La « m-santé », ou  santé mobile, permet d'avoir une partie de ces outils sur un téléphone multifonction.

### Téléconsultation
Lors d’une téléconsultation, le patient consulte un médecin situé à distance de celui-ci. Le médecin peut disposer d’images du patient (i.e. images radiologiques, photographiques) grâce aux réseaux informatiques. Médecin et patient peuvent se parler en visiophonie. Le dossier médical du patient en télésanté est consultable à distance par le médecin. La télémédecine prend notamment son sens là où la densité médicale est faible (régions montagneuses ou désertiques) voire voisine de zéro (ex. : barges pétrolières, navires de commerce en pleine mer).

### Systèmes d’information hospitaliers
Dans les hôpitaux, des systèmes d’information sont développés pour faciliter la collecte, l’archivage, le traitement et la communication entre les différents acteurs internes et externes à l’hôpital. Aux États-Unis, leurs premiers développements remontent aux années 1960. En Europe, les premiers systèmes d’information hospitaliers (SIH) ont été développés aux Pays-Bas, en Suède et en Suisse.
Les données relatives au PMSI sont générées et communiquées ensuite aux instances régionales ou nationales concernées après anonymisation.

### Aide à la décision
De nombreuses études montrent que souvent les ordonnances médicamenteuses comportent des noms de médicaments mal orthographiés, des posologies erronées, ou bien encore que des problèmes d'allergies, d'excipient à effet notoire, de contre-indication et d'interaction médicamenteuse ne sont pas pris en compte.
Pour sécuriser la prescription des médicaments, les systèmes informatisés sont capables de générer des alertes, informant le médecin d'éléments qui dans son ordonnance peuvent poser des problèmes et pourraient être modifiés.

### Chirurgie assistée par ordinateur

#### Réduction du caractère invasif des opérations chirurgicales
La chirurgie est devenue de plus en plus mini-invasive avec le développement des techniques endoscopiques. Plusieurs petites incisions sont faites par lesquelles des tubes creux (trocarts) sont introduits. Ces tubes servent à amener dans la cavité opératoire des instruments comme des caméras et des bistouris. Ces instruments servent à visualiser et réséquer le ou les organes à opérer. Ces techniques ont pour avantage de diminuer les saignements pendant l’intervention. Le patient est sur pied plus rapidement ce qui diminue la durée d’hospitalisation.
Ces modalités opératoires ont des conséquences sur le chirurgien qui opère alors avec un certain éloignement en comparaison des techniques classiques. Les techniques informatiques permettent alors de fournir au chirurgien une perception « enrichie » du site opératoire en venant compléter la vision qu’en a le chirurgien par des images obtenues avec des rayons X ou par résonance magnétique et par des informations issues de ces images (réalité augmentée).
Les techniques informatiques permettent aussi d’arriver à une meilleure planification géométrique du geste chirurgical avant l’intervention elle-même, de même qu’à plus de précision dans l’exécution du geste planifié.

### Logiciels et applications pour smartphone pour les patients, les objets connectés
De nombreuses applications pour tablette ou smartphone sont proposées faisant appel ou non à des objets connectés, dans le domaine de la prévention, des maladies chroniques, et pour faciliter le parcours des soins. Aux urgences, des applications mobiles comme Urgences Lausanne ou SmartHUG, permettent de connaitre en temps réel la disponibilité des différents centres d'Urgences d'une région. L'application mobile Infokids accompagne les parents, avant, pendant et après, une consultations aux Urgences pédiatriques. Les acteurs de l'e-santé sont nombreux et variés,. 

## Enjeux de l’e-santé
Dans son rapport sur la Santé, bien commun de la société numérique (octobre 2015),, le Conseil national du numérique décrypte les enjeux sociaux, économiques et politiques liées à la transformation numérique des pratiques médicales et du système de santé. Il insiste sur l'importance de la maîtrise, par les patients, de leurs propres données de santé, dans le cadre de la mise en œuvre du dossier médical partagé, ainsi que sur l'ouverture du colloque singulier entre le médecin et son patient à un réseau du « prendre soin ». Ces travaux ont notamment inspiré la stratégie nationale pour l’e-santé 2020 lancée par le ministère de la Santé en juillet 2016, ainsi que la création d'un Conseil stratégique du numérique en santé.